# Битка за Париз (1814)
Битка за Париз се водила од 30. до 31. марта 1814. између Шесте коалиције, који се састоји од Руске Империје, Аустријског царства и Краљевине Пруске, против Првог француског царства. После једнодневних борби у предграђу Париза, Французи су се предали 31. марта, завршавајући рат Шесте коалиције и присиљавајући цара Наполеона да абдицира и оде у изгнанство.

## Позадина
Наполеон се повлачио из неуспеле инвазије на Русију 1812. године. Са руским војскама које су пратиле победу, формирана је Шеста коалиција са Русијом, Аустријом, Пруском, Великом Британијом, Шведском, Шпанијом и другим државама непријатељским према Првом Француском царству. Иако су Французи победили у почетним биткама током њихове кампање у Немачкој, војске коалиције су се на крају удружиле и поразиле их у бици код Лајпцига у јесен 1813. После битке, профранцуска немачка конфедерација Рајне срушила се, чиме је попустио Наполеонов надзор над Немачком источно од Рајне. Врховни командант коалиционих снага у позоришту и најважнији монарх међу три главна коалициона монарха, руски цар Александар I, наредио је тада свим коалиционим снагама у Немачкој да пређу Рајну и нападну Француску.

## Увод

### Кампања на североистоку Француске
Коалиционе снаге, бројећи више од 400 000  и подељене у три групе, коначно су ушле на североисток Француске у јануару 1814.
Користећи своје предности, Наполеон је детаљно победио подељене снаге коалиције, почев од борби код Бриене и Ла Ротхиере , али није могао зауставити напредовање потоње. Затим је покренуо своју Шестодневну кампању против војске Коалиције, под Булером, претећи Паризу на његовом североистоку код реке Ене . Успешно га је поразио и зауставио, али Наполеон није успео да поврати стратешку иницијативу назад у своју корист, јер су Блухерове снаге још увек биле углавном нетакнуте.
Аустријски цар Фрања I и пруски краљ Фридрих Вилхем III осећали су се деморализовано чувши неуспехе које су донеле Наполеонове победе од почетка кампање. Чак су размишљали да наложе опште повлачење. Али цар Александар I био је много одлучнији него икад раније да победоносно уђе у Париз без обзира на цену, намећући своју вољу Шварценбергу и колебљивим монархима.
У међувремену, преусмеравајући своје снаге из Ене у овај сектор, Наполеон је са својом војском ангажовао другу војску коалиције, под Шварценбергом, која је такође претила Паризу на свом југоистоку у близини реке Аубе , у бици код Арцис-сур-Аубе 20. марта. Успешно је победио ову војску, али није било довољно да је заустави на време, јер се она касније повезала са Блухеровом војском у Моауку 28. марта. После овога, снаге коалиције поново су напредовале ка Паризу.
До ове битке прошло је скоро 400 година откако је страна војска ушла у Париз, током Стогодишњег рата .

### Француска ратна морнарица
Од катастрофе у Русији и почетка рата, француско становништво постајало је све више уморно од рата.  Француска се исцрпљивала у рату већ 25 година, а многи њени људи су умрли током ратова до којих се Наполеон борио до тада, чинећи тамо регрутовање све непопуларнијим. Једном када су коалиционе снаге ушле у земљу Француску, лидери су били запањени и одахнули кад су видели да против њихових очекивања и страхова становништво никада није подигло народни устанак против њих, у размерама популарног герилског рата у Шпанији или руског патриотског отпора против Гранде Армее 1812. Чак и Наполеонов бивши министар спољних послова послао је писмо коалиционим монархима у коме наводи да се Парижани већ љуте на свог цара и да би чак дочекали војске Коалиције ако би ушли у град.

### Подметање цара Александра I
Лидери коалиције одлучили су да је Париз сада главни циљ, а не сам Наполеон. За тај план неки генерали су предложили своје планове, али један, план руског генерала Тол , одговарао је управо ономе што је цар Александар I имао на уму; нападнути Париз фронтално главном војском Коалиције, преусмеравајући Наполеона што даље од града.
Цар је намеравао да одјаше у сусрет пруском краљу и Шварценбергу. Састали су се на путу који је водио директно до Париза и цар је предложио његове намере. Донео је мапу и раширио је на земљу да је сви виде док разговарају о плану. План је био да целокупна главна коалициона војска престане да прогони Наполеона и његову војску и уместо тога крене директно у Париз. Изузетак је био Винтзингеродеов коњички одред од 10.000 војника и осам коњских батерија који су требали да прате и обмањују Наполеона да га коалициона војска још увек гони према југу. Као и обично, краљ се сложио као и Шварценберг. Главна коалициона војска започела је марш према Паризу 28. марта, а истог дана је Винтзингеродеова јединица извршавала свој задатак.
Кампања обмане је успела. Док је главна коалициона војска напала Париз, Винтзингеродеова јединица је жустро прогонила Наполеона и његову војску са крпама на југоистоку, али их је касније претукао . Међутим, док је цар знао за подметање, већ је био предалеко на југоистоку Париза, који је у то време већ био суочен са коалиционим снагама. Никада не би стигао до града на време, па тако такође није могао да учествује у предстојећој бици за град.

## Снаге
Аустријска, пруска и руска војска спојене су и стављене под команду фелдмаршала грофа Барслаи де Толи-а који ће такође бити одговоран за заузимање града, али покретачка снага војске била је цар Русије и краљ Пруска, крећући се са војском. Коалициона војска бројила је око 150.000 војника, од којих је већина била искусни ветерани прошлих кампања. Наполеон је оставио свог брата Џозефа Бонапарте у одбрани Париза са око 23.000  регуларних трупа под вођством маршала Огиста Мармонта , мада су многи од њих били млади војни обвезници, заједно са додатних 6.000 националних гарда и малом снагом Царске гардепод маршалима Бон Адриен Јеанот де Монцеи и Едвард Мортиер . Французима су помагали некомплетни ровови и друга одбрана у граду и око њега.

## Битка
Коалициона војска стигла је ван Париза крајем марта. Приближавајући се граду, руске трупе су се сложиле и потрчале напред да би први пут увиделе град. Кампујући изван града 29. марта, снаге коалиције требало је да нападну град са северне и источне стране следећег јутра 30. марта. Битка је започела истог јутра интензивним артиљеријским бомбардирањем коалиционе војске. Рано ујутро напад Коалиције започео је када су Руси напали и одвезли француске окршаје у близини Белевиле-а  пре него што их је француска коњица одвела из источног предграђа града. До 7:00 сати Руси су напали Младу гарду близини Ромаинвилле-а у средишту француских линија и после извесног времена и напорних борби одбацили су их назад. Неколико сати касније Пруси су, под Булером , напали северно од града и заузели француски положај око Аубервиллиерса, али нису извршили њихов напад.
У Вуртемберг трупе заплениле позиције на Сент-Маур на југозападу, са аустријским војницима у знак подршке. Руси су покушали да изврше напад, али су их ухватили ровови и артиљерија пре него што су се вратили пре контранапада Царске гарде . Царска гарда наставила је задржавати Русе у центру све док им се пруске снаге нису појавиле на зачељу.
Тада су руске снаге напале Монтмартр Хеигтс на североистоку града, где је на почетку битке било Џозефово седиште, које је бранио бригадни генерал барон Кристијан. Контрола над висинама била је жестоко оспорена и Јосиф је побегао из града. Мармонт је контактирао коалицију и постигао тајни споразум с њима. Убрзо након тога, марширао је својим војницима до положаја где су их брзо опколиле коалиционе трупе; Мармонт се тада предао, како је било договорено.

## Капитулација
Александар је послао изасланика на састанак са Французима да убрза предају. Понудио је Французима великодушне услове и, иако вољан да се освети Москви више од годину дана раније, изјавио је да Француској доноси мир, а не његово уништење. 31. марта Талејран је цару дао кључ града. Касније тог дана војске коалиције тријумфално су ушле у град са царем на челу војске, а пратили су га пруски краљ и принц Шварценберг. Сенат је 2. априла донео Акт де дешонс де л'Емперур, којим је Наполеон проглашен свргнутим.
Наполеон је напредовао до Фонтенблоа када је чуо да се Париз предао. Огорчен, желео је да крене на престоницу, али његови маршали нису желели да се боре за њега и више пута су га молили да се преда. Абдицирао је у корист свог сина 4. априла. Савезници су то одбацили из руку, присиљавајући Наполеона да безусловно абдицира 6. априла. Услови његове абдикације, који су укључивали и његово изгнанство на острво Елбу, били су уређени Уговором из Фонтаинеблеауа 11. априла. Невољни Наполеон га је ратификовао две дана касније. Рат шесте коалиције био је готова.